# Convento de San Agustín (Caspe)
El Convento de San Agustín es un convento católico de la localidad aragonesa de Caspe (España). Fue declarado Bien Catalogado del Patrimonio Cultural Aragonés en 2002.
El cabildo de Caspe concedió permiso en 1610 para el establecimiento de los agustinos en Caspe, quienes ocuparon la ermita de Nuestra Señora de los Ángeles mientras se llevaba a cabo edificación del convento, concluida en 1623. Las diferentes construcciones que conformaron el edificio conventual fueron objeto de modificaciones a lo largo del tiempo. Ya en 1663 se amplió la iglesia y se realizaron, durante el siglo XVIII algunas modificaciones en el claustro y las dependencias conventuales, completándose el conjunto con la construcción de la capilla de San Nicolás en 1788.
Durante la guerra de la Independencia sirvió de almacén y prisión. En el siglo XX los franciscanos se hicieron cargo del convento, destinando parte de sus dependencias a escuelas. Actualmente, parte del inmueble ha sido cedido al consistorio de la ciudad, que ha iniciado trabajos de restauración y adaptación para usos educativos y culturales, quedando el claustro, algunas dependencias y la iglesia para la comunidad franciscana.
El conjunto está formado por el claustro, la iglesia y las dependencias conventuales, incluyendo un huerto que se encuentra adosado en la parte trasera de las construcciones. El claustro es el elemento central de la edificación, en torno al cual se disponen los demás elementos. Presenta dos plantas, abriéndose la inferior por medio de una galería de arcos de medio punto sobre columnas y la superior con vanos adintelados enmarcados por pilastras. Tres de sus lados quedan cerrados por las dependencias conventuales, organizadas en tres plantas que rematan con alero de ladrillo aplantillado; en la fachada principal, muy modificada por las últimas reformas, destacan dos puertas en arco de medio punto, estando la principal decorada con figuras geométricas talladas en las jambas y el arco. La iglesia, de nave única y capillas ente los contrafuertes, presenta una elegante decoración barroca a base de esgrafiados y labores talladas en la carpintería que cierra la tribuna situada sobre las capillas laterales.
El conjunto del convento destaca por su ordenada traza arquitectónica, tanto en planta como en alzado, con un cuidado sistema de proporciones y una notable distribución de vanos y huecos.